# Teit Kærn
Arild Teit Kærn (født 19. juni 1908, Randers, død 23. april 1991) var en dansk læge, modstandsmand og kommunist. Under besættelsen var han blandt andet rejsesekretær for Frit Danmark og kurér for DKP mellem Aksel Larsen og DKP's hemmelige radiogruppe.

## Liv og karriere
Kærn var søn af overlæge Hjalmar Nielsen Kærn (1879-1956) og Karen Bang (1876-1930). Han blev uddannet dr. med. gynækolog ved Københavns Universitet i 1939.
Kærn var medlem af DKP fra 1930'erne, han fik i foråret 1941 posten som kurér mellem Aksel Larsen og DKP's hemmelige radiogruppe. Gestapo arresterede ham i maj 1942, i marts 1943 han blev først idømt 7 måneders fængsel, men senere blev straffen skærpet til 10 måneders fængsel, hvor efter han blev interneret i Horserødlejren. I august 1943 var han iblandt de fanger det lykkes at flygte fra lejren, her efter blev han tilknyttet Frit Danmark som rejsesekretær på Fyn og i Syd- og Sønderjylland. Fra foråret 1944 afløste han Ib Nørlund som DKP's rejsesekretær.
Kærn blev i 1945 medlem af Københavns Borgerrepræsentation for DKP, og i 1947 rådmand. Fra 1957 var han overlæge ved Sankt Josephs Hospital i København.